# 丹·佛格柏
丹尼爾·格雷靈·「丹」·佛格柏（1951年8月13日—2007年12月16日）是美國歌手，音樂類型橫跨民謠、流行、歐洲古典音樂、爵士樂以及藍草音樂。

## 早年及家庭
丹·佛格柏出生於美國伊利诺州皮奧里亞，在三個孩子裡排行老么。母親Margaret née Irvine是受過古典訓練的鋼琴家，父親Lawrence Peter Fogelberg則是Peoria Woodruff高中與Pekin高中樂隊的指揮。 丹的母親是蘇格蘭移民，父親則是瑞典人的後裔。 
其父親是丹後來創作歌曲"Leader of the Band"的靈感來源。丹以祖父贈送的Mel Bay出版的音樂書籍自學了夏威夷滑音吉他（Slide guitar），他也學習彈奏鋼琴。丹在14歲時開始了演唱生涯，加入了The Clan樂團。他的第二個團體則是The Coachmen，在1967年發行了兩張單曲："Maybe Time Will Let Me Forget" 與"Don't Want To Lose Her"。另外一個參與的團體則是Frankie and the Aliens，一個翻唱藍調歌曲的團體。

## 早期音樂事業
1969年自Woodruff 高中畢業後，進入伊利諾大學厄巴納-香檳分校就讀戲劇以及繪畫，並以獨奏吉他手身份在鄰近的咖啡館演奏。在其中一家the Red Herring Coffeehouse，丹首次以個人身份錄製了歌曲，歌曲收錄在1971所發行的民謠音樂節專輯中。也因為這樣，丹被Irving Azoff（以挖掘REO快速馬車出名的經紀人）發掘。兩人一同前往加州找尋機會，後來Azoff將丹送去Nashville訓練技巧。在Nashville，丹發行了首張個人專輯，製作人為Norbert Putnam。1972年，丹的首張個人專輯"Home Free"沒有被市場、樂迷注意。此時，他也是熱門的鄉村歌手暖場，如：Van Morrison。1974年，丹的第二張專輯遠較第一張成功，由Joe Walsh擔綱製作人，發行了第二張專輯"Souvenirs"，其中的金曲"Part of the Plan"，更讓丹大大地出名。

## 音樂事業
在"Souvenirs"後，佛格柏連續推出了數張金唱片與白金唱片，包括了"Captured Angel"（1975年）與"Nether Lands"（1977年），其中的歌曲"The Power of Gold"更是廣受歡迎。1978年發行的"Twin Sons of Different Mothers"是他首次與爵士樂長笛手提姆·韋斯伯格合作的作品。1979年的"Phoenix"打進排行榜前十名，單曲"Longer"是他繼"Heart Hotels"之後的第二支前二十名的單曲，並成了冬季婚禮的標準歌曲。
"The Innocent Age"於1981年發行，此時佛格柏音樂生涯達到了最高峰，無論是在音樂上或是商業上。這張雙cd專輯組曲，包括了四首他最著名的歌曲："Leader of the Band" 、"Hard to Say" 、"Run for the Roses" 和"Same Old Lang Syne"（依據丹實際與前女友Jill Anderson意外重逢創作而成）。1982年發行的專輯"Greatest Hits"附了兩首新單曲："Missing You"和"Make Love Stay" 。在1984年，他發行的專輯"Windows And Walls"內有兩首單曲："The Language of Love"和"Believe in Me"。
佛格柏1985年發行專輯"High Country Snows"，於納許維爾錄製，展現了他在藍草音樂的深厚造詣。共同參與此張專輯的樂手有：文斯·吉爾、瑞奇·史卡斯、多克·沃森、傑里·道格拉斯、大衛·格里斯曼、大衛·格里斯曼，和赫伯·佩德森。1987年發行專輯"Exiles"。90年發行的專輯"The Wild Places"則是向地球保育致敬的作品。1991行現場演唱會專輯"Greetings from the West"。
1993年發行"River of Souls"是佛格柏在新力唱片的最後一張錄音室作品。1997年發行4CD精選輯"Portrait"，將其歌曲分為四大類：情歌、搖滾、旅途記聞以及暢銷曲。1999年，完成了長年來的夢想，發行了一張聖誕節專輯"First Christmas Morning"。2003年發行帶有民謠搖滾氣息的專輯Full Circle"。
佛格柏的作品同時也傳達了許多社會議題，包括和平運動以及印地安人的權益。他特別關注自然環境的保育以及替代核能的新能源。為此，他創作了"Face the Fire" 。
他的演唱會在全美皆大獲好評。佛格柏自認其一生最驕傲的時刻之一，便是1979年時在紐約卡內基音樂廳於父母親面前表演。2002年樂迷的票選認為佛格柏應是獲選進入"The Performers Hall of Fame"的前十名名單。

## 個人生活
佛格柏三度結婚：1982年至1985年與納什維爾的瑪姬·史萊梅克（Maggie Slaymaker）結婚； 1991年至1996年，與來自路易斯安那州的護士兼藝術家Anastasia Savage結婚；並從2002年4月7日起，和音樂家讓·瑪麗·梅耶結婚，直到他在2007年底去世。 佛格柏生前三段婚姻均沒有子女。
從1980年代初直到他被診斷出癌症，佛格柏住在科羅拉多州帕戈薩斯普林斯附近的一個大農場裡，那裡住著他建立的錄音棚。他還在緬因州的鹿島擁有一所房屋，可俯瞰他在波士頓接受治療時搬入的埃格莫金河段。

## 晚年
2004年5月，佛格柏被診斷出患有晚期前列腺癌。經過治療後，他的癌症部分緩解。 2005年8月，佛格柏宣布他的癌症治療成功。然而，他的癌症又復發了。2007年12月16日，佛格柏在緬因州迪爾艾爾斯的家中去世，享年56歲。 佛格柏的遺體被火化，他的骨灰散落到緬因州沿海的大西洋中。

## 遺產
佛格柏的遺產讓id宣布，丹為她所寫和錄製的"有時是一首歌"在2005年情人節那天將在互聯網上出售，所有收益將捐給前列腺癌基金會。這首歌是在2008年情人節發行的，並且還包含在2009年9月發行的名為“時間的愛”的CD中，該CD包含11首從未正式發行的歌曲。 自從1993年《靈魂之河》問世以來，《時光之戀》成為了丹·佛格伯發行的第一張專輯，2009年10月10日，該專輯在Billboard Top 200榜單上排名第117位。
佛格柏去世大約十年後，吉恩安排了一張向丹·佛格柏作品致敬的唱片 -《向丹·佛格柏致敬》，他的老朋友和製片人喬·沃爾什聯同老鷹樂隊、加思·布魯克斯、翠莎·艾特伍德、文斯·吉爾、艾米·格蘭特、吉米·巴菲特、邁克爾·麥克唐納、蘭迪·歐文、唐娜·薩默斯、博茲·斯卡格斯、多比·格雷、扎克·布朗樂隊等藝術家。 致敬CD由Jean共同製作，在Dan Fogelberg的朋友，製片人和編曲家Norbert Putnam，Fogelberg的長期朋友兼經理Irving Azoff和丹佛音樂推廣人Chuck Morris的大力協助下，丹佛音樂推廣人Chuck Morris加入了Fogelberg，成為2018年成名的科羅拉多音樂廳成員。

## 大眾文化影響
- 丹·佛格柏簽名版本的吉他Martin D41-DF於2001年發行。
- 歌曲"Run For The Roses"是為了肯塔基大賽馬（Kentucky Derby）而創作。

## 外部連結
- 丹·佛格柏官方網站（页面存档备份，存于）